# 1543
1543 (MDXLIII) je bilo navadno leto, ki se je po julijanskem koledarju začelo na ponedeljek.

## Dogodki
- 1. januar

## Rojstva
- - Hajim ben Jožef Vital, italijanski judovski mistik, rabin († 1620)
- - Sonam Gyatso, tretji dalajlama († 1588)

## Smrti
- 13. februar - Johann Eck, nemški katoliški teolog (* 1486)
- 24. maj - Nikolaj Kopernik, poljski astronom (* 1473)
- - Sebastian Franck, nemški humanist, reformator in mistik (* 1499)